# ルイベ

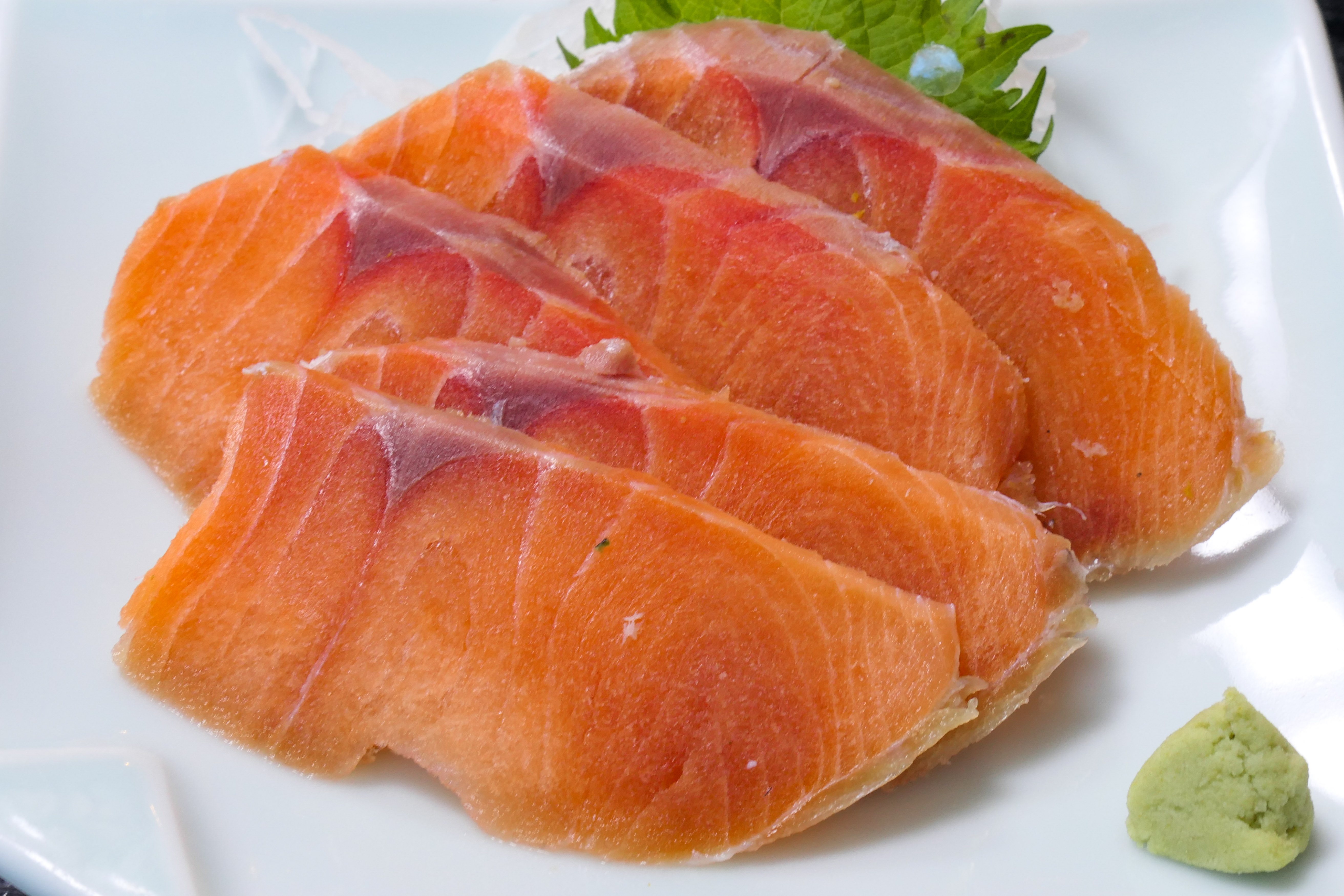
サケ類のルイベ（調理例）

ルイベは、日本語で、サケ類やコマイなどを冷凍保存したものをいう。また、それを凍ったまま薄切りにした刺身をいう。北海道の郷土料理。あくまでサケ類が主要な原材料であるが、コマイを始め、のちにはタラやホタテガイなどでも作られるようになった。

## 語
日本語「ルイベ」の語源については、アイヌ語起源説が定説もしくは有力説と言えるが、ごく一部にはロシア語起源説を唱える研究家もいる。
現在辞事典に記載されているルイベの主原料は、サケ類、コマイ、タラ、ホタテガイの4種類のみであるが、一般には、イカ（烏賊）の沖漬けはしばしば凍らせた状態で食べられることから、これも「ルイベ」と呼ばれることがある。

## 歴史等
蝦夷および北海道（近代以前の北海道と以後の北海道）では、晩秋から初冬にかけての寒い時期に獲れたサケ（鮭）やシシャモを軒下に吊るすか、雪の中に埋めて冷凍保存していた。
冷凍することで、保存性が高まると同時に広節裂頭条虫（サナダムシ）やアニサキスなどの寄生虫が死滅する。さらに、冷凍する過程で水分が適度に抜けるが、同時に脂も適度に落ちるので、サケの多すぎる脂と生臭さを低減することができ、その分だけサケの程よい脂と好い匂いを旨さや風味として強く感じることができるという。サケ以外にもコマイなど様々な魚がルイベに加工された。外気で保存されたルイベは凍結と乾燥を繰り返した干物のような状態の食品であった。

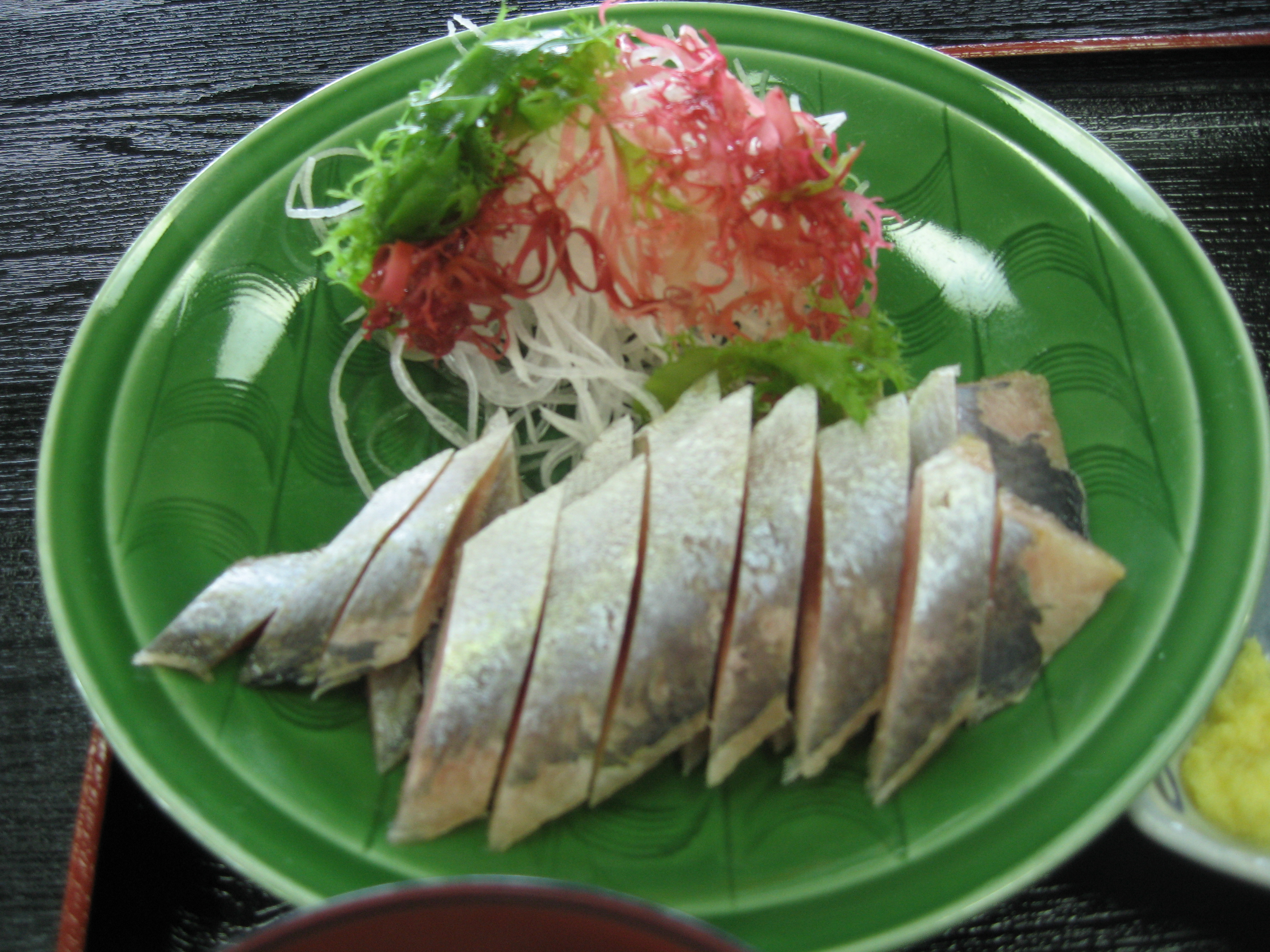
鰊（にしん）のルイベ。道の駅おびら鰊番屋の食堂メニュー。2010年代。

その後、食材とされる魚の種類は増え、時期の特定は難しいが、サケ類（サケやマスなど）を使ったルイベが、北海道の郷土料理とされるようになった。サケと同じサケ類でもニジマスやヒメマスはのちに利用され始めた。加えて、タラやホタテガイでも作られるようになった。また、国指定重要文化財「旧花田家番屋」（現存する鰊番屋/鰊御殿の一つ）が敷地内にある道の駅おびら鰊番屋は、ニシンのルイベを主食材とした「鰊ルイベ定食」を食堂で販売している。

## 作る
市販されているルイベの製造に用いられるのは −20℃以下の冷凍が可能な業務用冷凍庫である一方、一般の家庭用冷凍庫の温度はJIS規格において-18℃以下と定められており、寄生虫の死滅に至るまで業務用冷蔵庫を用いる場合より長時間の冷凍を要する。

## 食べる
ルイベが家庭で自製されていた時代の食べ方は、地域や家庭によって差があるようで、食べる分だけ凍ったままで小刀などで適当に切り分け、皮を軽く炙り、熱で融けた外側がトロリとしたところを食べたり、塩を少量つけて食べたりしていた。また、火には炙らず、薄く切って食べるという人もいたという。また、ルイベは酒のつまみにはせず、しらふの時に食べるものだったという。探検家の松浦武四郎は幕末期に石狩川上流のコタンで住民からルイベを振舞われた折、切り分け用の小刀や味付け用の塩と共に、ヤナギの枝を差し出されている。「凍ったまま生で食べるのが苦手な場合は、串に刺して炙って食べるように」との配慮だったという。
現在では冷凍した素材を解凍しないまま刺身のように薄く切り、わさび醤油などで食べる。風味のほか、シャリシャリした独特の凍った食感も味わえる。

## 類似の食文化

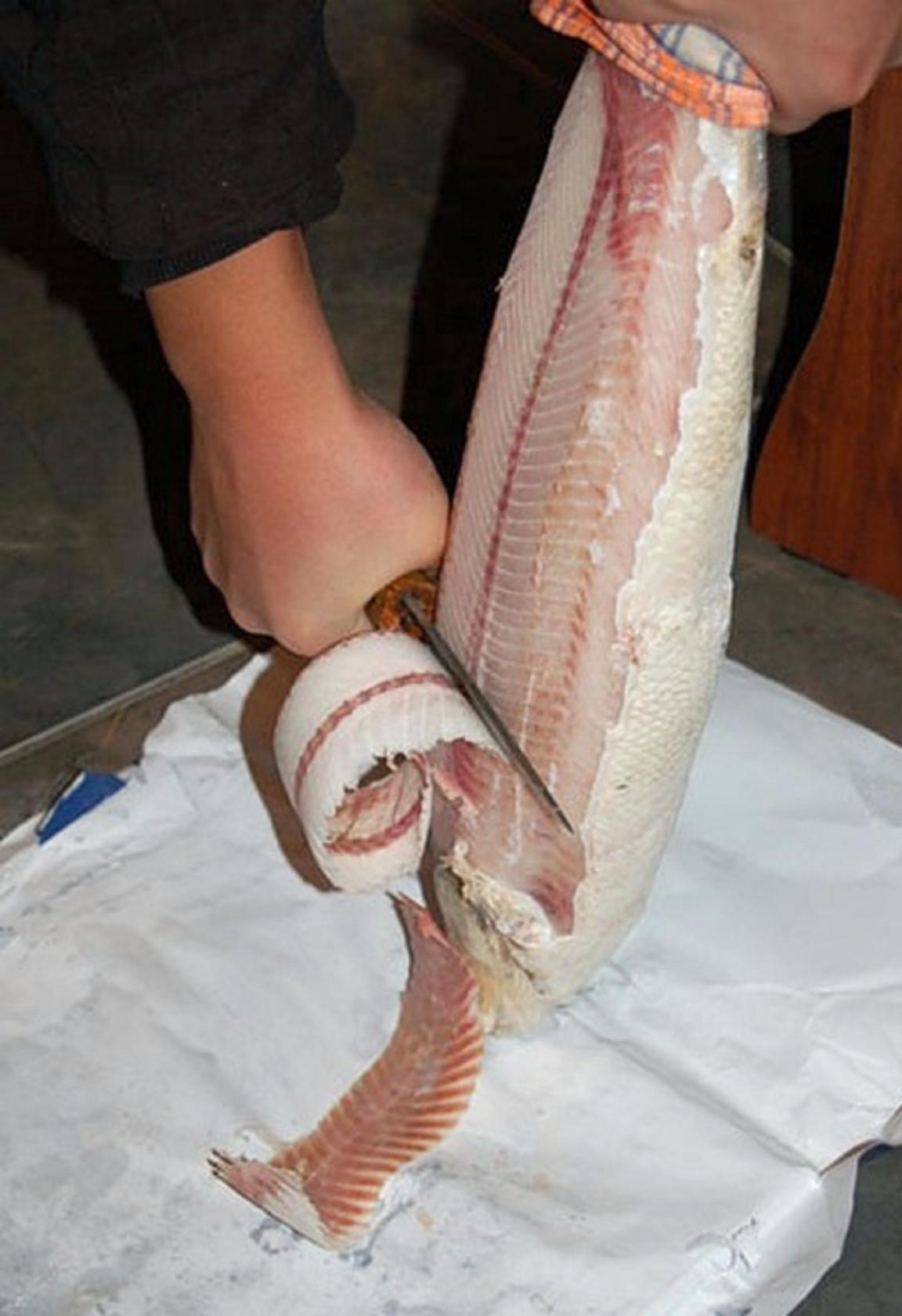
ストロガニナをヤクートナイフで削り取る。

凍らせた生魚を食べる習慣は、極東のアムール川（黒竜江）流域を古来の居住地する複数の先住民と、彼らの食文化から影響を受けた民族にも存在する。
シベリア北東部の一角（現在行政区画上は中国黒竜江省内およびロシア連邦サハ共和国内）のアムール川（黒竜江）流域を古来の居住地とするツングース系の先住民ナナイには、凍らせた生のコイ（鯉）など川魚を薄切りにして食べる習慣があり、この食材および料理を「タラ」という。ユカギール人の間では凍った魚を薄く削った料理は「チャーカ」の名で、ニブフの間では「クンチョ」と呼ばれ、素材はチョウザメが一般的である。カムチャッカ半島北部に住むアリュートル人は冬季に釣ったワークン（コマイ）を冷凍保存し、凍ったまま削って食べる。
また、ナナイより西方の地域を古来の居住地とするテュルク系の先住民サハ人にも、凍らせた生の白身魚を薄切りにして食べる伝統料理がある。サハ語では「クサル・バルク」（削る魚）と呼ばれるが、現在では、ロシア語名 "строганина"（stroganina、ストロガニナ）として知られている。酒の肴として供される。